# MS Fridtjof Nansen
Le MS Fridtjof Nansen est un navire de croisière norvégien, bien que commercialisé comme un « navire d’expédition ». Nommé d’après l’explorateur polaire et scientifique Fridtjof Nansen, c’est un navire jumeau presque identique au MS Roald Amundsen. Il est un navire de classe polaire 6 à propulsion hybride, construit par Kleven Yards à Ulsteinvik pour Hurtigruten.

## Conception
Le Fridtjof Nansen est le deuxième navire d’expédition de sa classe à propulsion hybride, une combinaison d’énergie diesel-électrique et d’énergie électrique pure, alimentée par des accumulateurs. La coque est particulièrement adaptée aux régions polaires (classe polaire 6) et possède une proue en forme de hache. La propulsion se fait via deux propulseurs azimutaux.

## Historique
En avril 2016, Hurtigruten AS a provisoirement commandé deux nouveaux bâtiments à Kleven Verft, qui devraient être livrés en juillet 2018 et 2019. Le MS Fridtjof Nansen a été officiellement commandé le 30 juin 2016 à Kleven Verft, avec son sister-ship le MS Roald Amundsen. Le MS Fridtjof Nansen aurait dû initialement être livré à l’été 2019, mais le chantier naval de Kleven a rencontré des difficultés financières et a fini par être racheté par Hurtigruten. Le navire a été lancé le 9 décembre 2018. Les premières croisières auraient dû commencer en avril 2020 au départ de Hambourg, mais en raison de la pandémie de Covid-19, les croisières prévues ont dû être annulées.
Le 11 janvier 2022, le navire s’est échoué lors d’un voyage entre les îles Lofoten et Flåm. Aucun de ses deux cent trente-trois passagers et de ses cent soixante-cinq membres d’équipage n’a été blessé. Les passagers ont été évacués du navire et transportés à Ålesund. Après des réparations, le navire a repris ses croisières avec des passagers le 1er juin, au départ de Reykjavik.

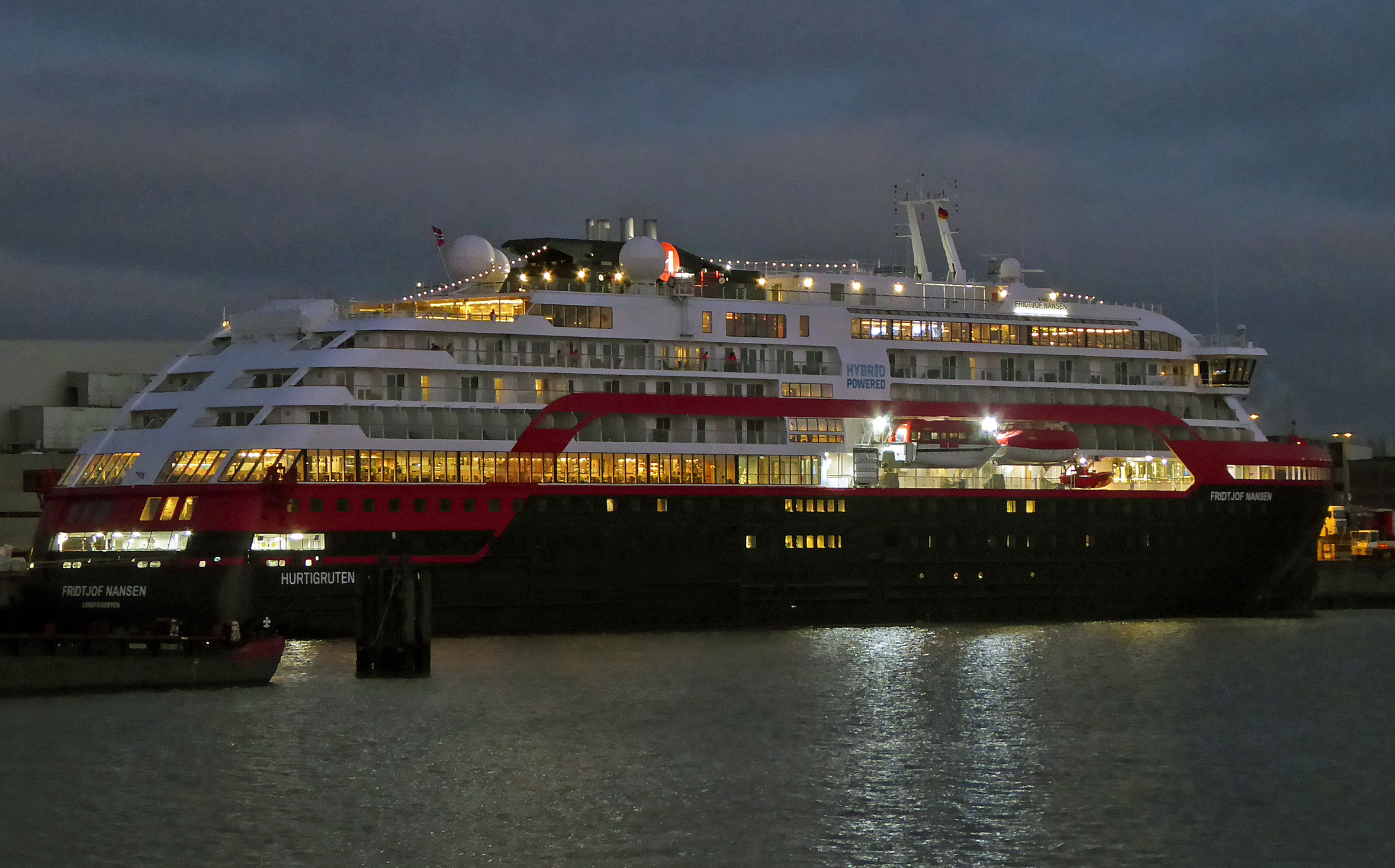
Le Fridtjof Nansen à Hambourg en 2021

Le 30 avril 2025, le MS Fridtjof Nansen a fait escale à Douarnenez  en Bretagne, en France. Arrivé de l’île d'Yeu, le navire de croisière a jeté l’ancre à 7 h du matin dans la baie de Douarnenez face au port du Rosmeur. De petites embarcations ont fait des allers-retours continus pour déposer les passagers à terre, leur permettant de visiter le centre-ville de Douarnenez, mais aussi Locronan et Quimper. Le MS Fridtjof Nansen est reparti le jour même vers 16 h, mettant le cap sur Saint-Malo.

## Navires jumeaux
Le développement et la construction du MS Fridtjof Nansen font partie d’un investissement de 850 millions de dollars de Hurtigruten AS, avec l’objectif de disposer de la flotte d’expédition la plus respectueuse de l’environnement au monde. Le premier navire, le MS Roald Amundsen, est en service depuis juillet 2019. Un troisième navire a été commandé en octobre 2018 pour une livraison en 2021. Cette commande a été annulée par la suite.